# Evangelho Latino da Infância
Evangelho Latino da Infância é um livro apócrifo do Novo Testamento, que pertence ao gênero de Evangelhos da Infância. 
É um documento medieval que existe em dois manuscritos latinos, Arundel e Hereford, publicado por M.R James em 1927. 
A maior parte deste Evangelho é baseado no Evangelho do Pseudo-Mateus e o Protoevangelho de Tiago, mas há passagens que são exclusivas para este evangelho, que parece usar uma fonte que pode ter vindo a partir dos primeiros anos da Igreja. A descrição do nascimento de Jesus apresenta influências docetistas.